# Onciale 072
L'Onciale 072 (numerazione Gregory-Aland; "ε 011" nella numerazione Soden), è un codice manoscritto onciale del Nuovo Testamento, in lingua greca, datato paleograficamente al V secolo o VI secolo.
Si tratta di un palinsesto.

## Testo
Il codice è composto da uno spesso foglio di pergamena di 200 per 150 mm, contenenti brani del Vangelo secondo Marco (2,23-3,5). Il testo è scritto in una colonna per pagina e 22 linee per colonna.

### Critica testuale
Il testo del codice è rappresentativo del tipo testuale misto. Kurt Aland lo ha collocato nella Categoria III.

## Storia
Il codice è conservato alla Qubbat al-Khazna (3735) a Damasco.